# Донской магистральный канал
Донской магистральный канал — оросительный канал в Ростовской области, соединяет бассейны Дона (канал вытекает из Цимлянского водохранилища) и Маныча (Весёловское водохранилище). Существенная часть канала проложена по долине реки Сал. Длина канала составляет 195 км. Земли по правому берегу канала орошаются самотечно, по левому (засушливые степи) — только путём подкачивания воды.
От Донского магистрального канала ответвляются боковые каналы, такие как Нижнедонской, Багаевский, Садковский, Пролетарский и Верхнесальский.

## География
Канал начинается в черте города Волгодонск и вначале проложен параллельно руслу Дона (южнее русла). Далее он поворачивает на юг (продолжением канала на запад является Нижнедонской канал) и переваливает в долину Сала, проходя через населённые пункты Восход, Красноармейский, Центральный, Савельевский, Южный и Пробуждение. Затем пересекает Сал и поворачивает на запад параллельно течению реки. В этом месте на восток ответвляется Верхнесальский канал. Канал проложен ломаной линией, иногда подходя близко к Салу. Непосредственно на канале расположены населённые пункты Степной, Московский и Крепянка. Западнее хутора Комаров канал поворачивает на юг (на запад отходит Багаевский канал), затем от него ответвляются Пролетарский канал на восток и Садковский канал на запад. Донской Магистральный канал впадает в залив Балка Садковка Весёловского водохранилища.